# Шапел сир Шези
Шапел сир Шези (фр. Chapelle-sur-Chézy) насеље је и општина у североисточној Француској у региону Пикардија, у департману Ен (Пикардија) која припада префектури Шато Тјери.
По подацима из 2011. године у општини је живело 283 становника, а густина насељености је износила 35,82 становника/km². Општина се простире на површини од 7,9 km². Налази се на средњој надморској висини од 205 метара (максималној 216 m, а минималној 187 m).

## Демографија
| 1962. | 1968. | 1975. | 1982. | 1990. | 1999. | 2011. |
| ----- | ----- | ----- | ----- | ----- | ----- | ----- |
| 161   | 166   | 164   | 131   | 182   | 218   | 283   |

График промене броја становника у току последњих година